# Maria Giuseppina di Borbone-Spagna
Maria Giuseppina di Spagna, infanta di Spagna (Gaeta, 6 luglio 1744 – Madrid, 8 dicembre 1801), fu una Principessa di Napoli e Sicilia per nascita.
All'ascesa di suo padre al trono spagnolo come Carlo III ella diventò una Infanta di Spagna. Nata e allevata a Napoli, arrivò in Spagna con la sua famiglia nel 1759, all'età di quindici anni. Visse alla corte di suo padre ed in seguito con suo fratello Carlo IV di Spagna. Rimase nubile.

## Biografia

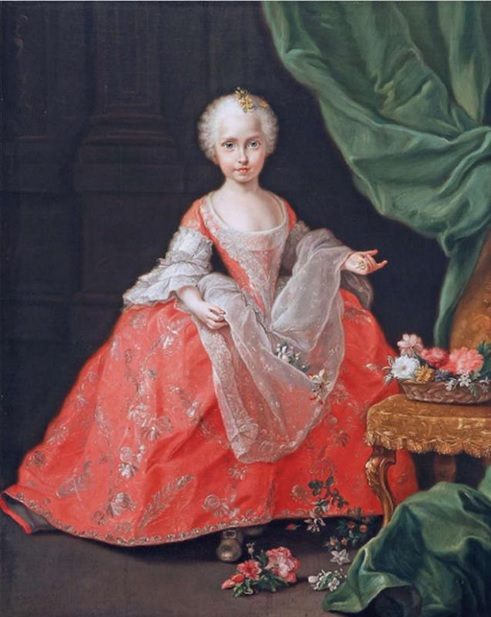
Maria Giuseppina di Spagna durante l'infanzia ritratta da ,Giuseppe Bonito nel (1748)

La Principessa Maria Giuseppina di Napoli e Sicilia nacque a Gaeta. Ricevé il nome della nonna materna, Maria Giuseppa d'Austria. Suo padre era stato Re di Napoli e Sicilia come parte di un'unione personale sin dal 1734. I suoi genitori si erano sposati nel 1738 e Maria Giuseppina fu la loro prima figlia a sopravvivere oltre i 5 anni di età. Quarto figlio dei suoi genitori, al momento della sua nascita aveva una sorella maggiore Maria Isabella Anna (1743–1749)

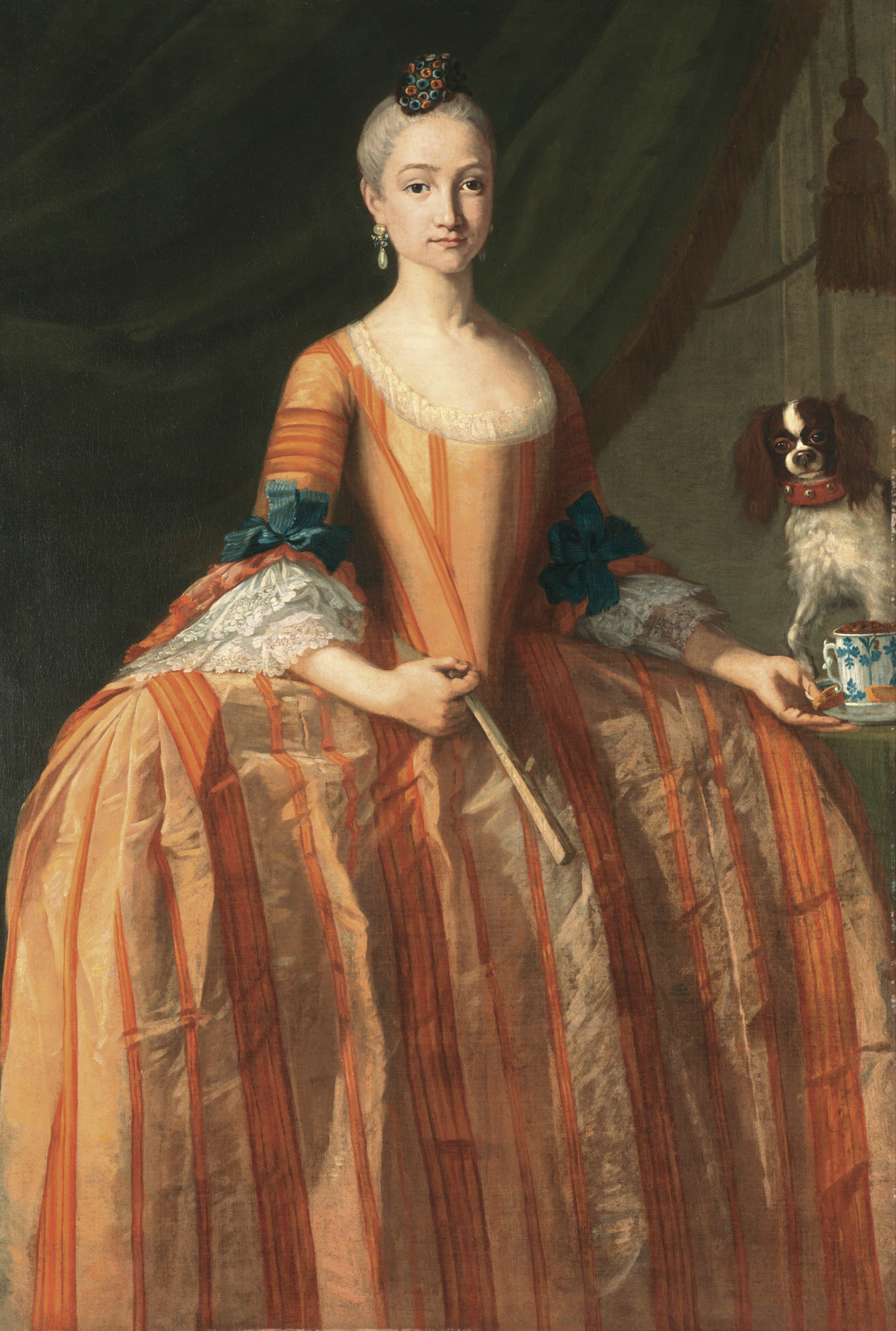
ritratto di Maria Giuseppina di Spagna all'età di 14 anni (1758)

### Proposte di matrimonio
Nel 1759, con l'ascesa del padre al trono di Spagna, Maria Giuseppina assunse il titolo di infanta e di Altezza Reale. Nel 1768, morta la regina di Francia Maria Leszczyńska, si pensò di darla in moglie al re Luigi XV, ma il progetto non andò a buon fine (Luigi XV rifiutò a causa della troppo giovane età della ragazza, che aveva allora 24 anni) e la principessa non si sposò mai: dopo la morte di Carlo III nel 1788, rimase a vivere presso suo fratello, re Carlo IV, nella corte di Madrid dominata dalla cognata, Maria Luisa di Parma, nipote proprio di Luigi XV con la quale non andava molto d'accordo.

### Vita successiva e morte
Sostenne le monache carmelitane, nel cui convento di Santa Teresa fece in modo di esserne sepolta. 

Morì all'età di 57 anni, prima che suo fratello Carlo IV perdesse il trono e venisse esiliato nel 1808 e venne sepolta nel Monastero dell'Escorial in San Lorenzo de El Escorial.

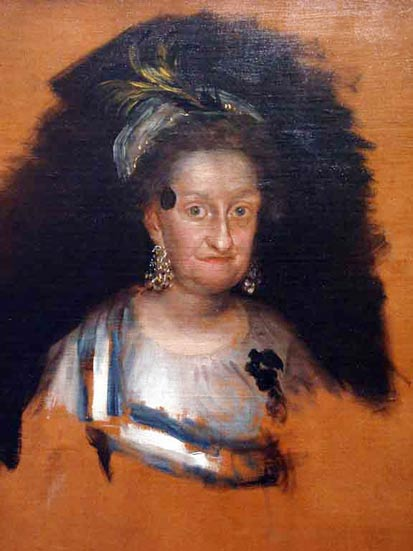
L'infanta Maria Giuseppina ritratta da Francisco Goya in uno schizzo preparatorio per il dipinto La famiglia di Carlo IV.

## Ascendenza
|                                    |                       |                                              | Genitori                                  |  |  | Nonni |  |  | Bisnonni               |  |  | Trisnonni            |  |
|                                    |                       |                                              |                                           |  |  |       |  |  | Luigi, il Gran Delfino |  |  | Luigi XIV di Francia |  |
|                                    |                       |                                              |                                           |  |  |       |  |  | Luigi, il Gran Delfino |  |  | Luigi XIV di Francia |  |
|                                    |                       | Maria Teresa di Spagna                       |                                           |  |  |       |  |  | Luigi, il Gran Delfino |  |  |                      |  |
| Filippo V di Spagna                |                       |                                              |                                           |  |  |       |  |  | Luigi, il Gran Delfino |  |  |                      |  |
|                                    |                       | Maria Anna di Baviera                        | Ferdinando Maria di Baviera               |  |  |       |  |  |                        |  |  |                      |  |
|                                    |                       | Maria Anna di Baviera                        | Ferdinando Maria di Baviera               |  |  |       |  |  |                        |  |  |                      |  |
|                                    |                       | Maria Anna di Baviera                        | Enrichetta Adelaide di Savoia             |  |  |       |  |  |                        |  |  |                      |  |
| Carlo III di Spagna                |                       | Maria Anna di Baviera                        |                                           |  |  |       |  |  |                        |  |  |                      |  |
|                                    |                       | Odoardo II Farnese                           | Ranuccio II Farnese                       |  |  |       |  |  |                        |  |  |                      |  |
|                                    |                       | Odoardo II Farnese                           | Ranuccio II Farnese                       |  |  |       |  |  |                        |  |  |                      |  |
|                                    |                       | Odoardo II Farnese                           | Isabella d'Este                           |  |  |       |  |  |                        |  |  |                      |  |
| Elisabetta Farnese                 |                       | Odoardo II Farnese                           |                                           |  |  |       |  |  |                        |  |  |                      |  |
|                                    |                       | Dorotea Sofia di Neuburg                     | Filippo Guglielmo del Palatinato          |  |  |       |  |  |                        |  |  |                      |  |
|                                    |                       | Dorotea Sofia di Neuburg                     | Filippo Guglielmo del Palatinato          |  |  |       |  |  |                        |  |  |                      |  |
|                                    |                       | Dorotea Sofia di Neuburg                     | Elisabetta Amalia d'Assia-Darmstadt       |  |  |       |  |  |                        |  |  |                      |  |
| Infanta Maria Giuseppina di Spagna |                       | Dorotea Sofia di Neuburg                     |                                           |  |  |       |  |  |                        |  |  |                      |  |
|                                    | Augusto II di Polonia | Giovanni Giorgio III di Sassonia             |                                           |  |  |       |  |  |                        |  |  |                      |  |
|                                    | Augusto II di Polonia | Giovanni Giorgio III di Sassonia             |                                           |  |  |       |  |  |                        |  |  |                      |  |
|                                    | Augusto II di Polonia | Anna Sofia di Danimarca                      |                                           |  |  |       |  |  |                        |  |  |                      |  |
| Augusto III di Polonia             | Augusto II di Polonia |                                              |                                           |  |  |       |  |  |                        |  |  |                      |  |
|                                    |                       | Cristiana Eberardina di Brandeburgo-Bayreuth | Cristiano Ernesto di Brandeburgo-Bayreuth |  |  |       |  |  |                        |  |  |                      |  |
|                                    |                       | Cristiana Eberardina di Brandeburgo-Bayreuth | Cristiano Ernesto di Brandeburgo-Bayreuth |  |  |       |  |  |                        |  |  |                      |  |
|                                    |                       | Cristiana Eberardina di Brandeburgo-Bayreuth | Sofia Luisa di Württemberg                |  |  |       |  |  |                        |  |  |                      |  |
| Maria Amalia di Sassonia           |                       | Cristiana Eberardina di Brandeburgo-Bayreuth |                                           |  |  |       |  |  |                        |  |  |                      |  |
|                                    |                       | Giuseppe I d'Asburgo                         | Leopoldo I d'Asburgo                      |  |  |       |  |  |                        |  |  |                      |  |
|                                    |                       | Giuseppe I d'Asburgo                         | Leopoldo I d'Asburgo                      |  |  |       |  |  |                        |  |  |                      |  |
|                                    |                       | Giuseppe I d'Asburgo                         | Eleonora del Palatinato-Neuburg           |  |  |       |  |  |                        |  |  |                      |  |
| Maria Giuseppa d'Austria           |                       | Giuseppe I d'Asburgo                         |                                           |  |  |       |  |  |                        |  |  |                      |  |
|                                    |                       | Guglielmina Amalia di Brunswick-Lüneburg     | Giovanni Federico di Brunswick-Lüneburg   |  |  |       |  |  |                        |  |  |                      |  |
|                                    |                       | Guglielmina Amalia di Brunswick-Lüneburg     | Giovanni Federico di Brunswick-Lüneburg   |  |  |       |  |  |                        |  |  |                      |  |
|                                    |                       | Guglielmina Amalia di Brunswick-Lüneburg     | Benedetta Enrichetta del Palatinato       |  |  |       |  |  |                        |  |  |                      |  |
|                                    |                       | Guglielmina Amalia di Brunswick-Lüneburg     |                                           |  |  |       |  |  |                        |  |  |                      |  |

## Titoli e trattamento
- 6 luglio 1744 - 6 ottobre 1759 Sua Altezza Reale Principessa Maria Giuseppina di Napoli e Sicilia, Infanta di Spagna
- 6 ottobre 1759 - 8 dicembre 1801 Sua Altezza Reale L'Infanta Dona Maria Josefa, Infanta di Spagna, Principessa di Napoli e Sicilia